# Kokosmælk
Kokosmælk er en sød, mælkeagtig, hvid drik lavet af kødet fra modne kokosnødder. Farven og den meget søde smag kommer på grund af det høje indhold af olie og sukker.
Man bruger ofte begrebet fejlagtigt om den gennemsigtige væske inde i nødden. Denne væske, som bliver fundet i en ung kokosnød, kaldes dog for kokosvand eller kokosjuice. I Malaysia og Indonesien kaldes kokosmælk for santan, og i Filippinerne kaldes det for gata.